# 부권제
부권제(父權制, patriarchy 패트리아키[*]) 또는 가부장제(家父長制)는 남성이 권력을 가진 남성중심주의 사회의 일종으로, 남성이 정치적 지도력, 도덕적 권위, 사회적 특혜, 재산의 통제권에 대하여 독점적 역할을 수행한다. 또한 가족 단위에서는 아버지 또는 아버지에 해당하는 인물이 여성과 아동에 대한 권위를 가진다. 많은 부권제 사회는 동시에 부계제 사회이며, 즉 재산과 가문의 명의가 남성 혈통으로 계승된다. 이에 반대되어 여성이 정치적 지도력, 도덕적 권위, 사회적 특혜, 재산의 통제권을 독점한 사회를 모권제 사회라 한다.
역사적으로 부권제는 서로 다른 많은 문화권에 걸쳐 사회적, 법적, 정치적, 경제적 차원에서 발현했다.
"부권제"란 문자 그대로 해석하면 "아버지의 지배"라는 뜻이며, "씨족의 아버지", "남성 추장", "총대주교"를 의미하는 그리스어 "파트리아르케스"(πατριάρχης)가 그 어원이다. 이는 곧 "아버지"라는 뜻의 "파테르"(πατήρ)에서 유래한 "혈통, 후예"라는 뜻의 "파트리아"(πατριά)와 "내가 지배한다"라는 뜻의 "아르코"(ἄρχω)의 합성어이다.
본래 "부권제"라는 용어는 남성 수장에 의한 전제적 가정 지배를 가리키는 말로 사용되었다. 그러나 오늘날 여성주의 등의 맥락에서는 성인 남성이 주로 권력을 행사하는 사회 체계 전체를 가리키는 말로서 사용된다. 본래적 의미에 따른 부권제 사회의 사례로는 고대 그리스-로마, 고대 이스라엘 왕국 등이 있으며, 이러한 사회에서는 가부장을 제외한 가족 구성원들이 가부장의 소유물과 같이 취급되었다. 부권제의 대립항적 존재인 모권제의 존재가 부정되는 추세임에 따라, "부권제"라는 용어의 본래적 의미는 퇴색되고 있다.

## 역사적 실증
《길가메시 서사시》 및 《구약성서》나 《마하바르타》, 《일리아드》, 《시경》, 《서경》 등 동서양의 고대 기록에서 가부장제를 당연하게 기술하고 있는 것으로 보아 가부장제의 기원이 오래 되었음을 알 수 있다. 프리드리히 엥겔스는 《가족, 사적소유 및 국가의 기원》에서 사유 재산의 발생이 가부장제의 기원이라고 썼지만 정확한 고증이 있었던 것은 아니다.
인류학적 증거에 따르면 대부분의 선사 수렵채집사회들은 비교적 평등주의적이었고, 플라이스토세가 끝난 뒤 농업과 가축화가 개발되는 등 많은 세월이 지나는 동안에도 부권제 구조는 발달하지 않았다. 로버트 M. 스트로저에 따르면 역사학 연구는 아직까지 부권제의 정확한 "기폭사건"을 밝혀내지 못했다. 일부 학자들은 지금으로부터 6천년 전(기원전 4000년경)쯤에 아버지라는 개념이 싹텄고 그것이 부권제 확산의 시작이 되었다고 말한다. 하지만 제임스 드메오(James DeMeo)는 특정할 수 있는 기폭사건 같은 것은 존재하지 않는다고 주장한다. 지리학적 기록에 따르면 기원전 4000년을 전후해 발생한 기후변화(5.9천년 사건)가 사하라, 아라비아 반도, 중앙아시아에 대기근을 가져왔다. 이로 인해 식량 확보를 위하여 호전적이고 부권적인 구조가 발생하는 결과를 낳았다는 것이다.
남성에 의한 여성의 지배가 명확히 발견되는 것은 기원전 3200년경의 고대 근동이다. 메소포타미아의 남성들은 여성의 생식능력을 제한하고 “역사를 대표하고 건설하는 과정”에서 소외시켰다. 히브리인의 출현과 함께 “인간-신의 약속에서도 여성은 소외되었다.”
유명한 그리스 장군 테살리아의 메논 3세는 동명의 플라톤 대화편 《메논》에서 그리스 고전기 시대의 남성과 여성의 각각의 덕목에 대한 우월적 정서를 집대성해 보여준다.
| “ | 남성의 미덕에 대해 먼저 이야기해 보자. 남자라면 무릇 국가를 다스리는 법을 알아야 하고, 그 다스림이란 자신의 편을 이롭게 하고 자신의 적을 해롭게 하는 것이다. 그리고 그는 자기 자신을 해하지 않도록 조심해야 한다. 한편 여성의 미덕이란, 진정 그대가 알기를 원한다면, 매우 쉽게 설명할 수 있다. 여성의 의무는 집안을 정돈하고, 실내의 물건들을 지키며, 남편에게 순종하는 것이다.” | ” |

아리스토텔레스는 여성을 남성에 비해 도덕적, 지적, 신체적으로 열등한 존재로 보았다. 그렇기 때문에 여성은 곧 남성의 재산이며, 사회에서 여성의 역할은 자식을 생산하고 가정에서 남성에게 복종하는 것이라 했다. 아리스토텔레스는 남성의 여성 지배를 자연스럽고 고결한 것이라고 보았다. 게르다 러너의 《부권제의 탄생》에 따르면 아리스토텔레스는 여성의 혈액은 남성의 혈액보다 차갑다고 믿었다. 때문에 여성은 아리스토텔레스가 완벽하고 우월한 성별이라고 생각한 남성으로 진화할 수 없었다. 메리앤 클라인 호로워츠(Maryanne Cline Horowotz)는 아리스토텔레스가 “창조의 형상과 방식에 영혼이 기여한다”고 믿었다면서, 즉 불완전한 것이 완전한 것을 만들 수는 없으므로 세상의 조물주가 있다면 여성일 리가 없다고 생각했다고 말한다. 아리스토텔레스는 자기 이론에서 계급에 따른 지배구조를 옹호했다. 게르다 러너는 이러한 부권적 신념체계에 의하여 세대가 거듭되면서 사람들이 남성이 여성보다 우월하다고 믿게 되었다고 주장한다. 이러한 상징들은 아동들이 성장하면서 배우고 익히는 기준이 되었고, 부권제의 순환은 적어도 고대 그리스 시대까지 거슬러올라간다.
고대 이집트에는 철학과 관련된 기록이 남아있는 것이 없지만, 헤로도토스가 이집트 여성들과 아테네 여성들의 역할 차이를 보고 충격을 받은 것을 자기 책에 기록해 놓았다. 헤로도토스는 이집트 여성들이 시장판에 나와서 거래에 참여하는 것을 보았다. 이집트의 중산층 여성들은 지역 재판소에 관여하여 부동산 매매거래에 참가하고 재산을 물려받거나 물려줄 수 있었다. 또한 여성이 채권자가 될 수도 있었고, 법적 문서의 증인이 될 수도 있었다. 그러나 아리스토텔레스의 가르침을 받은 알렉산드로스 3세의 원정으로 인해 그리스적 가치관이 확산되었다.
중세 유럽에서는 부권제가 절대적이지는 못했는데, 여성 황제(남편 유스티니아누스 1세와 공동통치한 테오도라 등)나 여자 가장(콘스탄티누스 1세의 어머니 헬레나 등)과 같은 특수한 지위에 있는 여성은 여성이라도 특권과 정치적 지배, 사회적 명예를 누릴 수 있었다. 마르틴 루터 이후 개신교에서는 출애굽기 20장 12절의 계명을 가지고 "모든 우월한 것들"에 대한 의무를 정당화했다. “네 아버지를 공경하라”는 아버지뿐 아니라 연장자, 지배자에게도 적용되었다.
16세기와 17세기 학자들은 아리스토텔레스의 여성관에 대개 동의하였으나, 부권적 가족제도를 기초로 하여 정치적 의무를 입증하려고 시도한 사람은 1680년경 이전에는 없었다. 부권제 정치이론과 가장 깊게 관련된 자로 로버트 필머 경이 있다. 필머는 1653년 이전에 《부권론》(Patriarcha)이라는 책을 완성했으나 죽기 전까지 출판되지는 않았다. 이 책에서 필머는 군주의 권리는 신에 의해 보장되며(왕권신수설), 그 명의는 인간 최초의 사내 아담에게서부터 계승된다고 주장했다.
19세기, 많은 여성들이 기독교 경전의 부권적 해석에 의문을 제기하기 시작했다. 그 중 가장 선구자적인 인물이 사라 무어 그림케로, 그녀는 남성의 능력이 성역할과 관련된 구절을 선입견 없이 번역할 수 있느냐는 회의주의의 목소리를 냈다. 그녀는 여성과 관련된 구절들을 새로 번역하고 해석했으며, 여러 장절들에 대하여 이것들은 특수한 역사적 상황에서 적용된 계율이지 보편적 명령으로 볼 수 없다는 역사적 문화적 비판을 가했다. 엘리자베스 캐디 스탠턴은 성경에 대한 그림케의 비판을 여성주의적 사고의 기초로 삼았다. 그녀는 신약 및 구약의 여성주의적 독해를 제안한 《여성의 성경》을 출판했다. 이러한 경향은 부권적 유대-기독교 전통을 가치절하하는 여성주의 이론에 의해 확대되었다.

## 여성주의에서의 사용

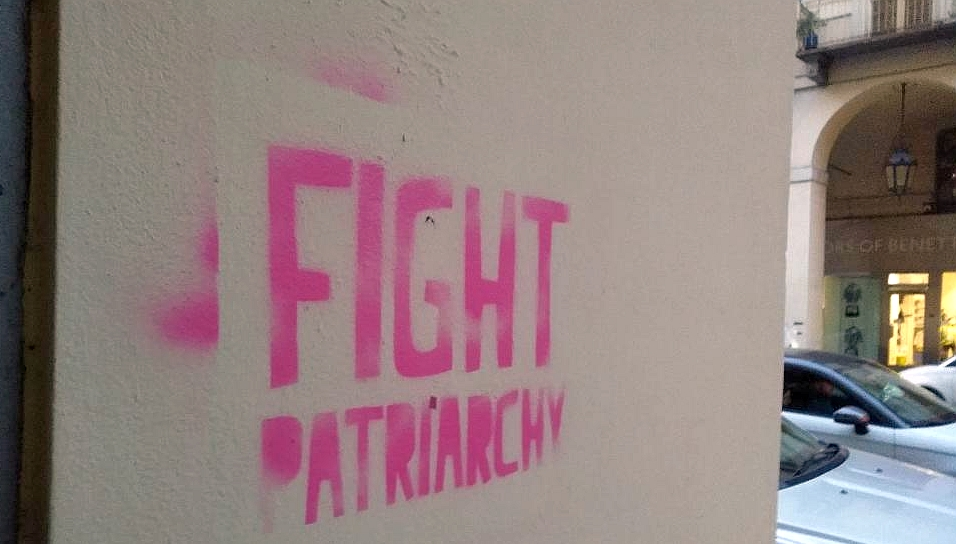
가부장제와 싸우다 – 토리노의 그라피토

여성주의 이론에서는 부권제 사회를 여성을 억압하는 부당한 사회구조로 정의한다. 여성주의 이론에서 말하는 부권제의 개념은 유동적이며 정의 자체가 엄밀하지 않다. 어떤 때는 남성의 여성에 대한 지배를 재생산하고 행사하는 모든 사회적 기작을 부권제라고 퉁치기도 한다. 여성주의 이론에서는 보통 부권제를 사회적 구성물로 특징지으며, 그 발생을 비판적으로 분석하고 폭로함으로써 부권제를 극복할 수 있다고 본다.
“부권제”라는 용어가 널리 퍼지기 이전의 여성주의자들은 같은 현상을 “남성 쇼비니즘” 또는 “성차별주의”라고 칭했다. 벨 훅스는 남성 또는 여성에 의해 재생산되는 남성이 선천적으로 여성을 지배하거나 여성보다 우월한 것으로 받아들여지는 이념적 체계를 가리키는 새로운 용어가 필요하다고 말한다. 그녀에 따르면 기존의 "부권제"라는 용어는 여성에 대한 억압자가 오직 남성뿐이라는 인상을 시사하기 때문이다.

## 같이 보기
- 부계제
- 모권제, 모계제
- 여성주의
- 남성성
- 가족경제학
- 남성중심주의